# تشاونسي إتش غريفيث
تشاونسي إتش غريفيث (بالإنجليزية: Chauncey H. Griffith)‏ هو عالم أمريكي، ولد في 1879 في أوهايو في الولايات المتحدة، وتوفي في 1956.